# Carlos Rodríguez Erdoíza
Carlos Rodríguez Erdoíza (Santiago, 1782 - 23 de octubre de 1839), fue un patriota, abogado y político chileno.

## Primeros años de vida
Hijo de Carlos Rodríguez de Herrera y Zeballlos y de María Loreto de Erdoyza y Aguirre. Hermano de Manuel Rodríguez, el húsar de la muerte. Estudió en la Real Universidad de San Felipe y se recibió de abogado el 4 de agosto de 1812. Contrajo matrimonio con Mercedes Larrañaga Álvarez de Toledo.

## De independentista al destierro
Participó y firmó, como contador de la Real Aduana, el Reglamento Constitucional Provisorio de 1812. Hasta entonces, había participado moderadamente en los sucesos independentistas.
En 1814 tomó parte activa en el golpe de Estado promovido por José Miguel Carrera en contra de Francisco de la Lastra. Después de la derrota de Rancagua, emigró a Mendoza con sus hermanos, formando parte de las huestes del general Carrera. Después de la batalla de Chacabuco fue desterrado por Bernardo O'Higgins a Buenos Aires, negándosele autorización para regresar a la patria. 
En Buenos Aires estuvo enfermo grave. Su hermano Manuel fue asesinado y antes de conocer el crimen, fue relegado a la Isla Martín García. Regresó a Buenos Aires en 1820 y vivió en estrecha relación con Camilo Henríquez y otros desterrados. En 1822 participó en reuniones con expatriados chilenos y trabajó ejerciendo su profesión de abogado y ayudando a la causa.

### Retorno a Chile
Regresó a Chile en 1823, acompañado de su amigo y compañero de infortunios Diego José Benavente. Participó y firmó la Constitución Política de la República de Chile, promulgada en 8 de agosto de 1828, como Ministro de Estado en los Departamentos del Interior y Relaciones Exteriores, iniciando así una carrera política.

### Actividades Políticas
Entre los cargos que desempeñó, primero fue Secretario de Guerra (1814).
Elegido Diputado representante de Valdivia y La Unión (1824-1825).
Diputado representante de Caupolicán (1827-1828).
Luego Ministro de Interior y Relaciones Exteriores (1827-1829). Después Vicepresidente de la República (julio de 1828), prontamente Plenipotenciario por Chiloé (1830).

## Sus últimos años
Elegido Senador suplente en 1829, nunca se incorporó. Defendió sus puntos de vista frente al gobierno conservador (1831) y fue deportado a Perú, acusado de conspiración. Regresó a Chile y fue nombrado miembro de la Corte Suprema de Justicia, pero mantuvo una enemistad con el gobierno de José Joaquín Prieto, quitándole el fuero y el sueldo como ministro de la Corte Suprema de Justicia.